# Murat-sur-Vèbre
Murat-sur-Vèbre település Franciaországban, Tarn megyében. Lakosainak száma 851 fő (2022. január 1.). Murat-sur-Vèbre Arnac-sur-Dourdou, Brusque, Peux-et-Couffouleux, Nages, Cambon-et-Salvergues, Fraisse-sur-Agout, Castanet-le-Haut, Moulin-Mage, Murasson, Barre és Lacaune községekkel határos.

## Népesség
A település népességének változása:
| Lakosok száma | 825  | 819  | 847  | 846  | 859  | 862  | 867  | 871  | 851  |
|               | 2013 | 2015 | 2016 | 2017 | 2018 | 2019 | 2020 | 2021 | 2022 |